# Совгиря, Ольга Владимировна
Ольга Владимировна Совгиря (укр. Ольга Володимирівна Совгиря; род. 6 августа 1980, Киев) — украинский юрист, политик. Бывший народный депутат Украины IX созыва, судья конституционного суда Украины с 27 июля 2022 года.
Постоянный представитель Верховной Рады в Конституционном Суде (16 октября 2019 — 27 июля 2022).

## Биография
Окончила юридический факультет Киевского национального университета имени Тараса Шевченко. Доктор юридических наук, профессор.
Она работает профессором кафедры конституционного права юридического факультета КНУ имени Тараса Шевченко.
Совгиря является автором более 170 научных работ. Эксперт по конституционному праву.

## Политическая деятельность
Кандидат в народные депутаты от партии «Слуга народа» на парламентских выборах 2019 года, № 122 в списке. На время выборов: преподаватель кафедры конституционного права юридического факультета КНУ имени Тараса Шевченко, беспартийная. Проживает в Киеве.
Заместитель председателя Комитета Верховной Рады по вопросам правовой политики, председатель подкомитета по вопросам политической реформы и конституционного права.
Сопредседатель группы по межпарламентским связям с Аргентинской Республикой.
Член Постоянной делегации Верховной Рады Украины в Парламентской ассамблее ЕС — Восточные соседи (ПА Евронест).
Член группы по межпарламентским связям с Итальянской Республикой, член группы по межпарламентским связям с Республикой Куба.